# 田老駅
田老駅（たろうえき）は、岩手県宮古市田老字小林にある三陸鉄道リアス線の駅である。
駅の愛称は「銀色のしぶき」。アワビの養殖やサケ漁が盛んな港町の駅であることに由来する。

## 歴史
- 1972年（昭和47年）2月27日：日本国有鉄道宮古線の終着駅として開業[1]。無人駅[2]。当初はホーム1面1線で、現在同様に築堤に開いたトンネルから直接駅ホームに出入りする構造だった。
- 1984年（昭和59年）4月1日：三陸鉄道に移管[3][4]。当駅 - 普代駅間が延伸開業[4]。北リアス線の所属となる[4]。
- 時期不明：田老物産観光センターが新築され、駅舎を兼ねるようになる。また、列車交換設備が新設される。
- 2011年（平成23年）
  - 3月11日：東日本大震災により北リアス線が全線不通となる。当駅前一帯も津波で大きな被害を受けて駅舎が破壊され、線路上に瓦礫が散乱するも、ホームの倒壊は免れた。
  - 3月20日：宮古駅 - 当駅間の運行再開に伴い、営業を再開。
  - 3月29日：当駅 - 小本駅間の運行が再開。

## 駅構造
築堤上に島式ホーム1面2線を有する地上駅である。また、山側に側線を1本持つ。
当駅は2019年3月に旧JR山田線区間が三陸鉄道に移管されたことで岩手船越駅にその座を譲るまで、日本の私鉄・第3セクターで本州最東端の旅客駅となっていた。
かつて田老町観光協会が受託する簡易委託駅であり、出札窓口などを備える「田老物産観光センター」を駅舎として有していたが、東日本大震災によりその駅舎は外壁を残して全壊、さらに駅舎とホームの間を結ぶ階段も瓦礫で埋め尽くされたほか、駅周辺の一部箇所で津波に晒された。
その後、駅舎は撤去されて出入口のみとなり、現在は無人駅となっている。また、2020年の新田老駅の開業により、田老地区の表玄関を新田老駅に譲っている。

### のりば
| 番線 | 路線      | 方向 | 行先               |
| ---- | --------- | ---- | ------------------ |
| 1    | ■リアス線 | 上り | 宮古・釜石・盛方面 |
| 2    | ■リアス線 | 下り | 久慈方面           |

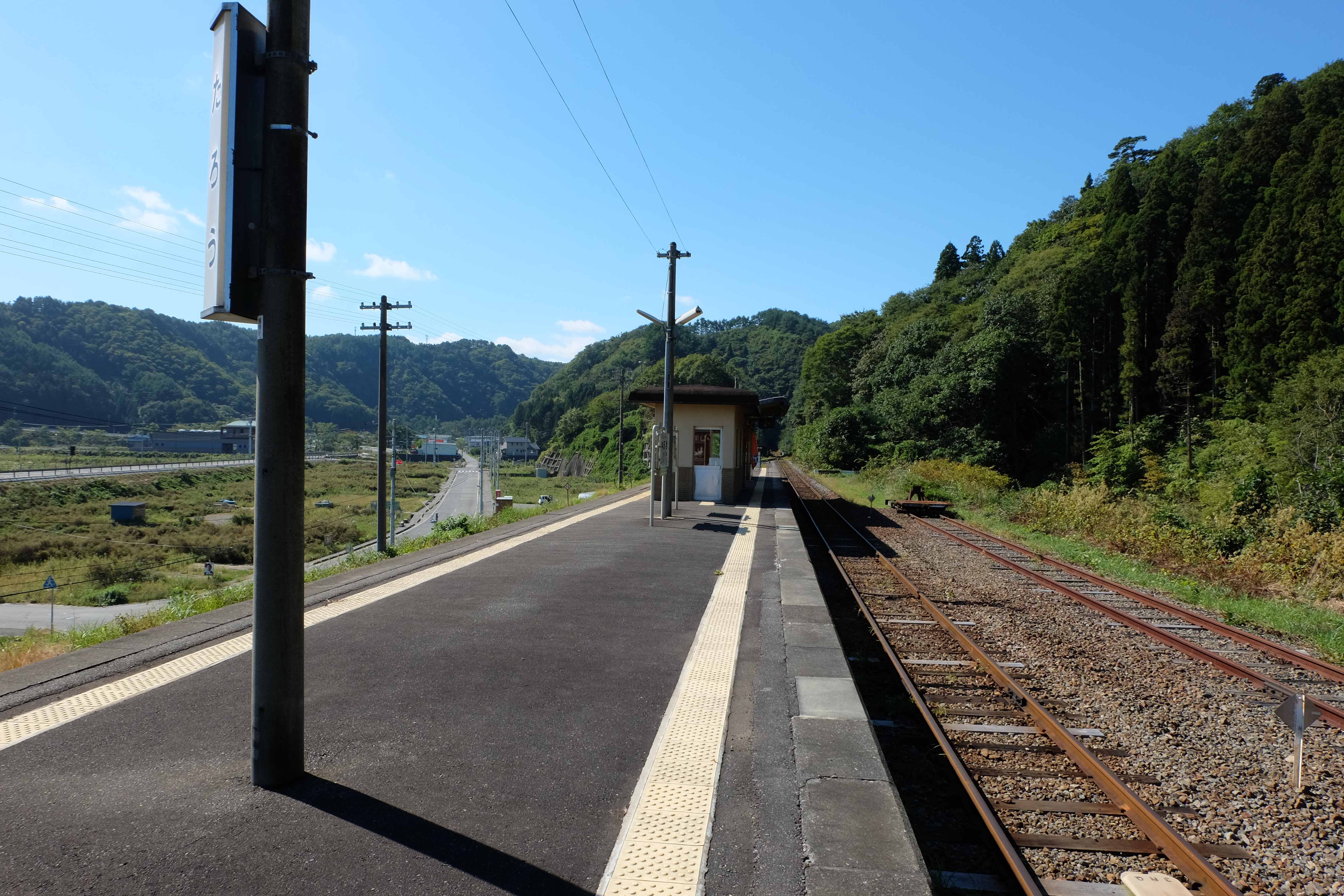
駅構内 佐羽根駅方面（2013年9月29日）
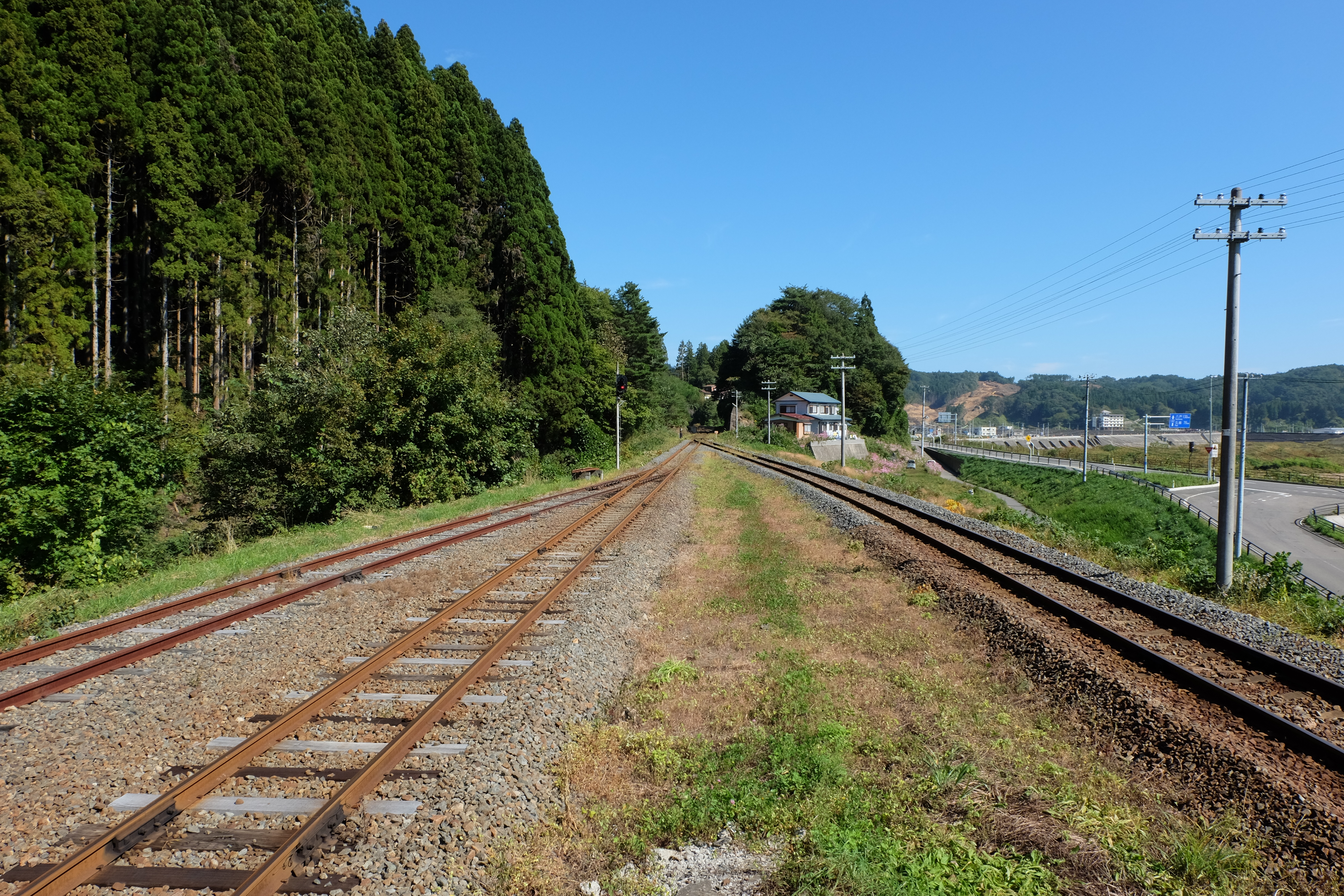
駅構内 摂待駅方面（2013年9月29日）
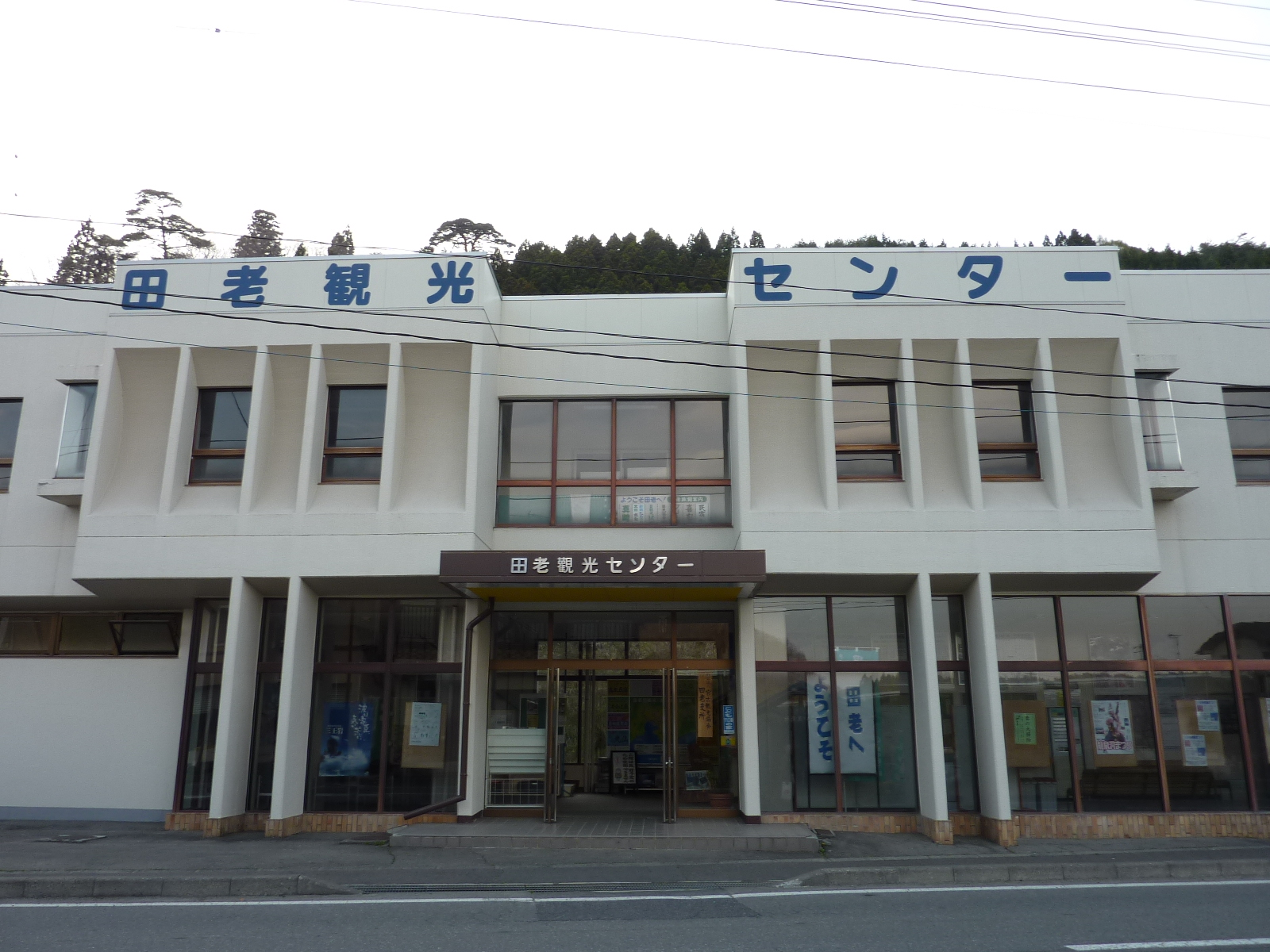
震災前の駅舎（2010年5月）

## 利用状況
「宮古市の統計」によると、2021年度（令和3年度）の1日平均乗車人員は43人である。
2012年度（平成24年度）以降の推移は下記のとおりである。
| 乗車人員推移       | 乗車人員推移     | 乗車人員推移 |
| 年度               | 1日平均 乗車人員 | 出典         |
| ------------------ | ---------------- | ------------ |
| 2012年（平成24年） | 49               | [ 統計 2 ]   |
| 2013年（平成25年） | 52               | [ 統計 2 ]   |
| 2014年（平成26年） | 57               | [ 統計 2 ]   |
| 2015年（平成27年） | 57               | [ 統計 2 ]   |
| 2016年（平成28年） | 54               | [ 統計 3 ]   |
| 2017年（平成29年） | 63               | [ 統計 3 ]   |
| 2018年（平成30年） | 66               | [ 統計 3 ]   |
| 2019年（令和元年） | 71               | [ 統計 3 ]   |
| 2020年（令和02年） | 55               | [ 統計 4 ]   |
| 2021年（令和03年） | 43               | [ 統計 1 ]   |

## 駅周辺
- 県道177号有芸田老線
- 国道45号
- 岩手県北バス「田老駅前」停留所
- 岩手県立宮古北高等学校
- 三陸沿岸道路 田老南インターチェンジ

## 隣の駅
三陸鉄道
■リアス線
佐羽根駅 - 田老駅 - 新田老駅

#### 記事本文
1. 1 2  “日本国有鉄道公示第597号”. 官報. (1972年3月22日)
2. ↑  「通報 ●宮古線宮古・田老間の開業について（旅客局）」『鉄道公報』日本国有鉄道総裁室文書課、1972年3月22日、2面。
3. ↑  石野哲 編『停車場変遷大事典 国鉄・JR編』 II（初版）、JTB、1998年10月1日、502頁。ISBN 978-4-533-02980-6。
4. 1 2 3  「私鉄年表」『私鉄車両編成表 -全国版- '84年版』ジェー・アール・アール、1984年8月1日、141頁。
5. 1 2  冨手淳 (2013年9月). “田老駅（三陸鉄道北リアス線…東北）”. Web日本鉄道旅行地図帳 全線・全駅・全廃線.  新潮社. 2014年7月27日時点のオリジナルよりアーカイブ。2014年7月27日閲覧。
6. ↑  望月正彦（三陸鉄道代表取締役社長）「お年寄りや高校生の足「三鉄」の震災から復興へ」（PDF）『Consultant』第263巻、建設コンサルタンツ協会、2014年4月、26-29頁、2014年7月27日閲覧。（アーカイブ）
7. ↑  「（第2編 各鉄道の被災と復旧）第3章 三陸鉄道」（PDF）『よみがえれ！みちのくの鉄道』、東北の鉄道震災復興誌編集委員会（国土交通省東北運輸局）、2012年9月、140-159頁、2014年7月27日閲覧。（アーカイブ）

#### 利用状況
1. 1 2  “第8章 運輸・通信” (PDF). 宮古市の統計 令和4年版.   宮古市 (2023年4月1日). 2024年1月11日閲覧。
2. ↑  “8 運輸・通信” (PDF). 宮古市の統計 平成28年版.   宮古市. p. 50 (2017年4月12日). 2019年2月6日時点のオリジナルよりアーカイブ。2021年5月3日閲覧。
3. ↑  “8 運輸・通信” (PDF). 宮古市の統計 令和2年版.   宮古市. p. 50 (2021年4月7日). 2021年5月3日閲覧。
4. ↑  “8 運輸・通信” (PDF). 宮古市の統計 令和3年版.   宮古市. p. 50 (2022年3月31日). 2022年7月9日閲覧。